# Сент-Гелієр

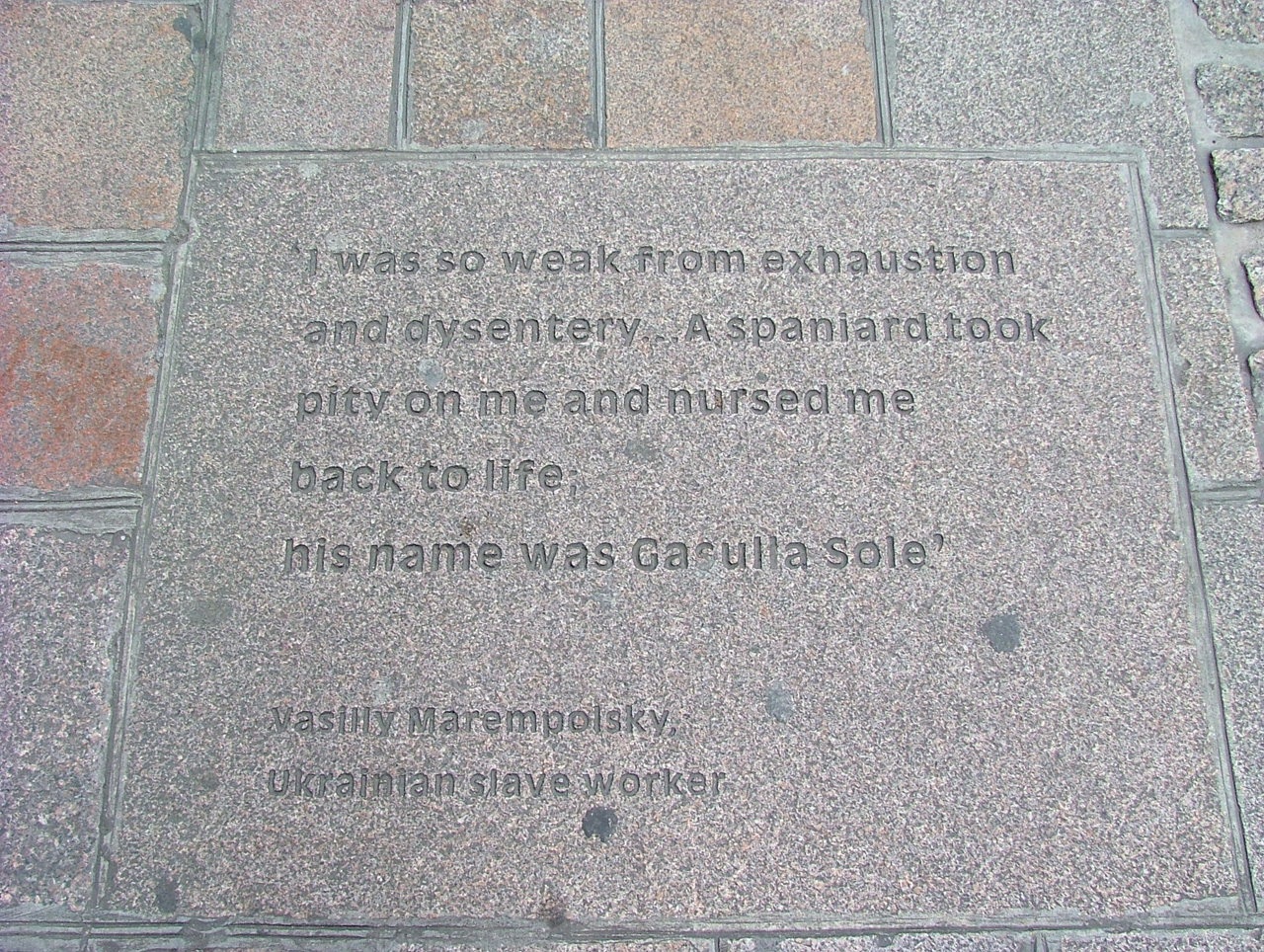
Пам'ятна табличка на одній з вулиць Сент-Гелієру з надписом від Василя Маримпольського, українського в'язня концтабору Імельман на о. Джерсі в роки Другої світової війни

Сент-Гелієр (англ. Saint Helier, фр. Saint-Hélier, норм. Saint Hélyi, 49°11′ пн. ш. 2°7′ зх. д. / 49.183° пн. ш. 2.117° зх. д.) — місто і порт, столиця британського коронного володіння Джерсі. В адміністративному поділі зрівняне до одного з дванадцяти округів Джерсі.
Населення — 28,3 тис. чоловік (2001), це приблизно третина жителів усього острова. Це також і економічний центр Джерсі.
Свою назву місто отримало від Святого Гелієра — християнського мученика, що проживав тут у VI столітті, убитого піратами. Уважається, що його зарубали сокирами, які зображені на сучасному гербі міста.
Сент-Гелієр розташований на півдні Джерсі на березі невеликої затоки.
Основні пам'ятки архітектури — замок Єлизавети, збудована в скелі каплиця Святого Гелієра, а також будівля парламенту. Також у Королівському міському парку є пам'ятник королю Георгу II, який слугує «нульовим кілометром». Усі відстані на острові відраховуються від цього місця.

## Історія
Абатство Св. Хелієр було засноване в 1155 році. Пізніше були побудовані замкові укріплення для захисту від нападу ворогів. За часів правління Георга ІІ (1727—1760) була побудована нова гавань, на яку виділив 200 фунтів з королівської скарбниці сам король. На знак подяки майстром Джоном Чеере у 1751 році була виготовлена скультура короля Георга ІІ, а Ринкова площа отримала назву Королівської. 
6 січня 1781 року Королівська площа була також місцем битви на Джерсі — останньої спроби захоплення французькими військами Джерсі. 
У другій половині 19 століття налагодився експорт продукції — сотні кораблів, наповнених картоплею та іншою продукцією, простоювали добами в гавані. Це спонукало британський уряд до розширення гавані і торгових точок, зруйнувавши багато стародавніх будівель у центрі міста, завдяки чому будівлі міста в основному належать до вікторіанської епохи.

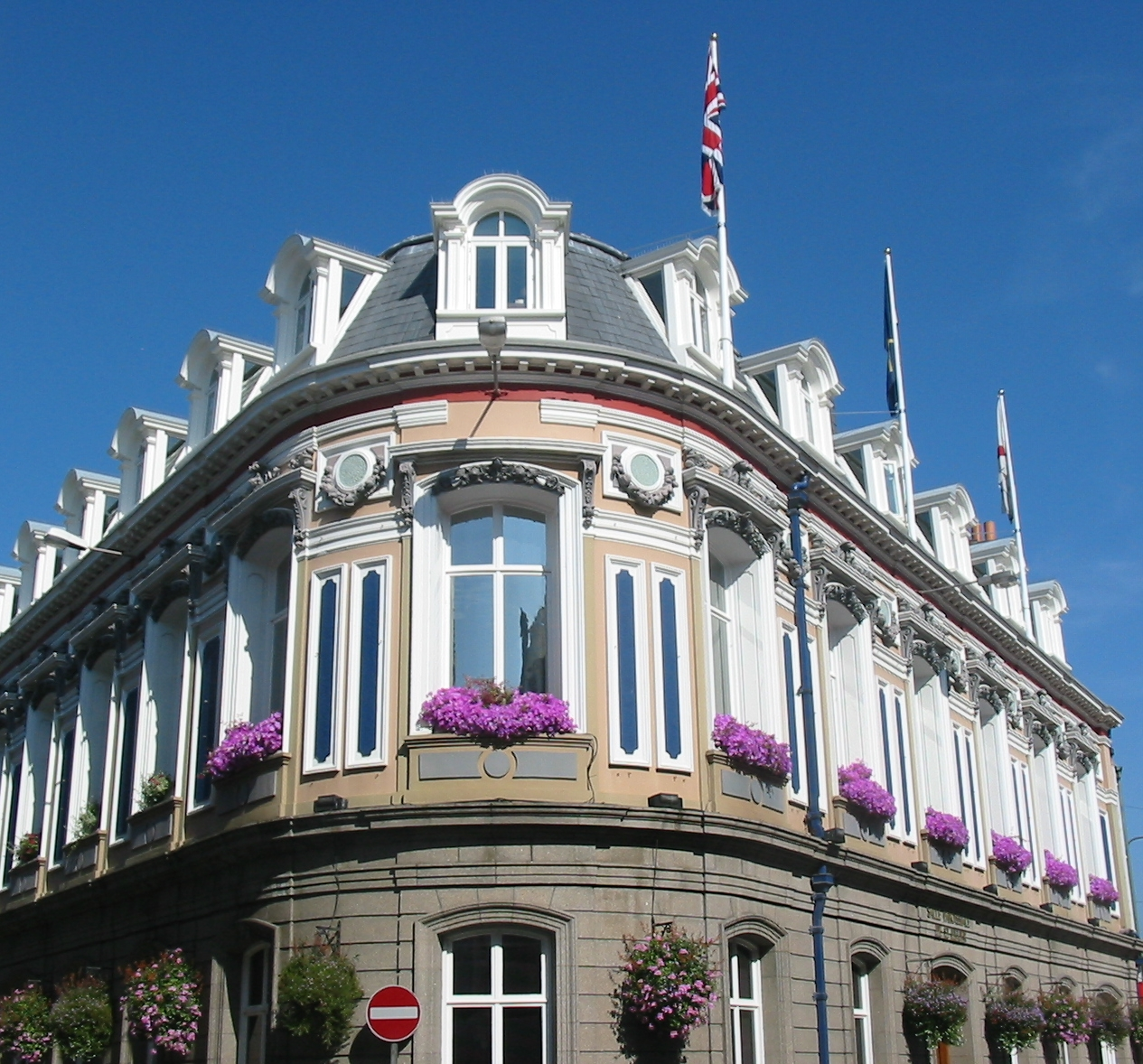
Будівля адміністрації Сент-Гелієра
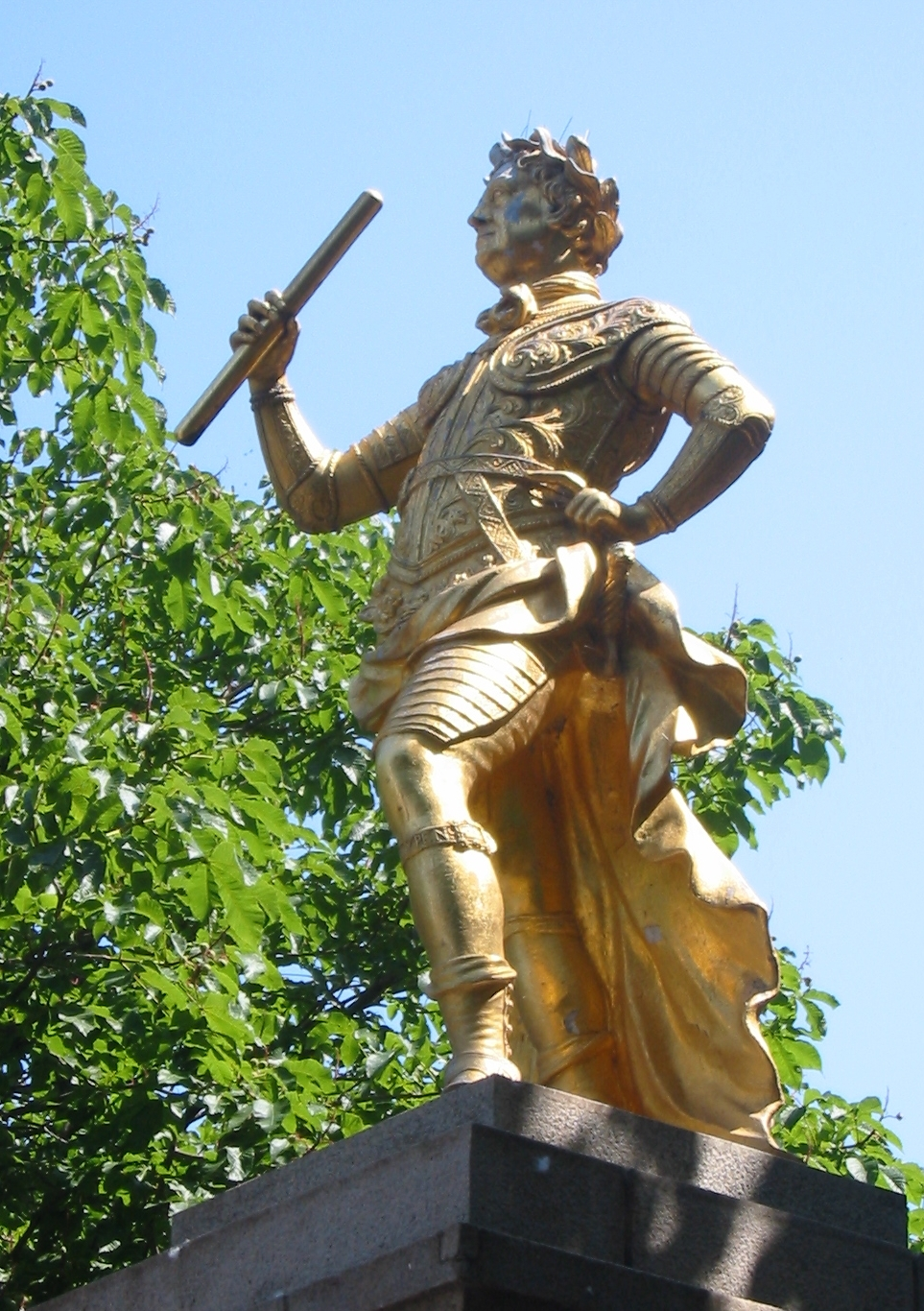
Статуя Георга II
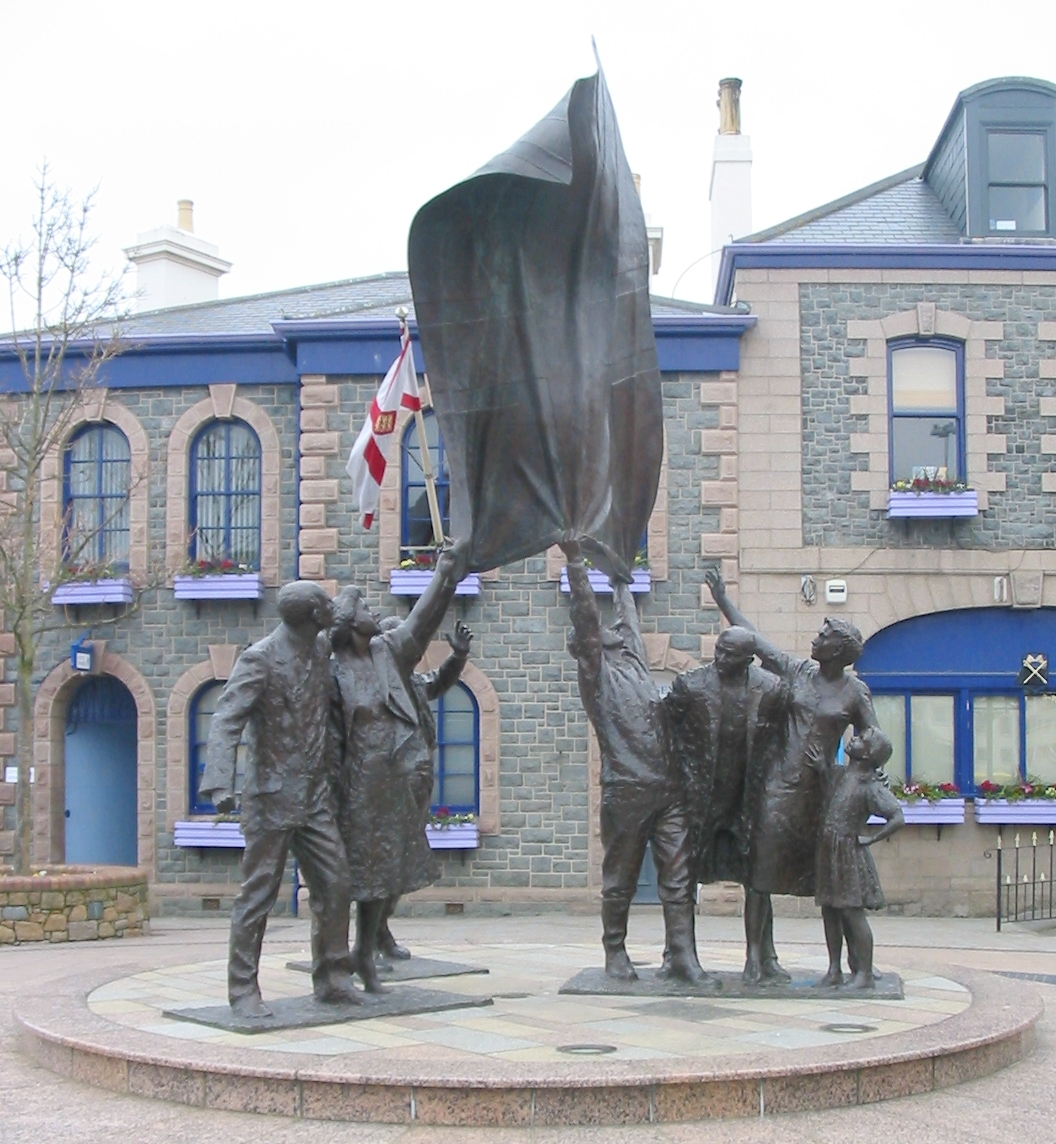
Пам'ятник визволенню Джерсі

## Уродженці
- Бретт Пітмен (* 1988) — англійський футболіст.